# Liste der Bodendenkmale in Hainewalde
In der Liste der Bodendenkmale in Hainewalde sind die Bodendenkmale der Gemeinde Hainewalde und ihrer Ortsteile nach dem Stand der Auflistung von Harald Quietzsch und Heinz Jacob aus dem Jahr 1982 aufgelistet. Eventuelle Änderungen und Ergänzungen, insbesondere aus der Zeit nach der Wende, sind nicht berücksichtigt, da für Sachsen aktuell keine neueren allgemein zugänglichen Bodendenkmallisten vorliegen. Die Baudenkmale sind in der Liste der Kulturdenkmale in Hainewalde aufgeführt.
| Denkmal-ID | Fundart            | Ortsteil   | Bezeichnung | Zeitstellung | Lage                               | Bemerkungen | Bild |
| ---------- | ------------------ | ---------- | ----------- | ------------ | ---------------------------------- | --- | ---- |
| ?          | Befestigung > Burg | Hainewalde | Wasserburg  | Mittelalter  | nordöstlicher Ortsteil, Mandau-Aue | mittig durch das Torhaus des alten Schlosses überbaut, Graben verflacht und trockengelegt, Schutz seit 10. Dezember 1935, erneuert 3. Juli 1958 |      |